# Bor (Niğde)
Bor ist eine Stadt in der Provinz Niğde in der Türkei und Hauptort des gleichnamigen Landkreises (İlçe) in der zentralanatolischen Provinz Niğde. Die Stadt liegt auf einer Hochebene (1100 m) ca. 14 km südwestlich der Provinzhauptstadt Niğde an der Fernstraße D330.
Die zweitgrößte Stadt der Provinz Stadt ist landwirtschaftlich geprägt: Weidewirtschaft, Woll- und Lederverarbeitung. Für Getreideanbau ist das Klima zu trocken, dafür wird Obst, vor allem Äpfel und Aprikosen sowie Wein kultiviert. Die Arbeitslosigkeit ist hoch, das Durchschnittseinkommen niedrig, und folglich sind viele junge Menschen auf der Suche nach Jobs aus der Provinz in die größeren Städte der Türkei oder nach Europa abgewandert.
Der Landkreis liegt zentral in der Provinz und grenzt im Norden an den Kreis Altunhisar, im Nordosten an den zentralen Landkreis (Merkez) der Provinzhauptstadt Niğde, im Osten an den Kreis Çamardı sowie im Süden an den Kreis Ulukışla. Im Westen bildet die Provinz Konya die Grenze.
Die Ebene ist seit der Zeit der Hethiter bewohnt, die Stadt wurde von den Römern in den ersten nachchristlichen Jahrhunderten gegründet. Während der byzantinischen Epoche war die Stadt ein christlicher Mittelpunkt des östlichen Mittelmeerraums. In dieser Zeit erhielt sie den ehemaligen Namen Kilisehisar (Festung der Kirchen). Die Türken eroberten die Stadt 1071.
Bor bestand schon als Kreis (bzw. Kaza) im Sandschak Niğde des Vilayets Konya im Osmanischen Reich und konnte 1927 zur ersten Volkszählung nach Gründung der Türkischen Republik (1923) eine Einwohnerschaft von 27.841 in 29 Ortschaften auf 2.285 km² aufweisen, davon 8.762 im Verwaltungssitz. 1990 gab der Kreis ein Viertel seines Territoriums an den neugebildeten Kreis Altunhisar ab.
Der Landkreis Bor besteht Ende 2020 neben der Kreisstadt (68,26 % der Kreisbevölkerung) aus drei weiteren Belediye (Gemeinden): Bahçeli (2.260), Çukurkuyu (2.341) und Kemerhisar (5.156). Zwei weitere Belediye wurden 2013 zu Dörfern zurückgestuft: Karanlıkdere und Kızılca. Zum Kreis gehören noch 23 Dörfer (Köy), die bis 2016 in zwei Bucaks zusammengefasst waren. Die durchschnittlich Dorfbevölkerung beträgt 407 Einwohner. Obruk (1.129) und Kızılca (1.121 Einw.) sind die größten Dörfer. Acht Dörfer haben mehr Einwohner als der Durchschnitt, zwei weniger als 100 Einwohner (92;66).

## Sehenswürdigkeiten
Wenige Kilometer südlich der Stadt liegen in Kemerhisar die Ruinen des antiken Tyana, darunter ein beeindruckender Aquädukt. Etwa 18 Kilometer südöstlich ist im Dorf Gökbez ein Relief des luwischen Gottes Tarhunzas zu sehen.

## Persönlichkeiten
- Haydar Özalp (1924–1996), Politiker